# Honky Tonk Blues Bar
El Honky Tonk Blues Bar fou un bar musical que va ser el centre de la música Blues a Barcelona. El local es trobava al barri de Sants a Barcelona i era conegut com "el Temple del Blues". L'ambientació de l'espai era a l'estil dels barrilhouse americans on es tocava música blues i era decorat amb instruments i una col·lecció permanent de quadres i fotografies relacionades amb el blues.
El Honky Tonk va ser fundat l'any 1998 al barri de Sants per tres amants del blues com a resposta a la manca de locals on poder sentir música d'aquest gènere. Ben aviat el bar es va caracteritzar per ser dels únics locals on exlusivament se sentia música blues o generes semblants. Tanmateix, el que més el caracteritzava era la seva oferta setmanal de música en directe, així com de "jams sessions". Gràcies a això el Honky Tonk va esdevenir el centre de l'escena blues barcelonina i espai de trobada entre artistes i amants del blues.
Per aquests motius l'Associació del Blues de Barcelona (SBB) va atorgar al bar el Premi Big Bill Broonzy l'any 2016.
L'any 2021 el Honky Tonk Blues Bar va haver de plegar després de ser expulsats del local per la immobiliaria propietaria de l'edifici a causa de l'especulació i la gentrificació. Durant els anys d'activitat es van realitzar més de vuit-cents concerts protagonitzats per dos-cents músics.